# ألكسندر ايفانوف
ألكسندر ايفانوف (29 يناير 1953 بيلايا كاليتفا روسيا - 12 ديسمبر 2012 روستوف-نا-دونو روسيا) هو لاعب كرة قدم روسي سابق كان يلعب كمهاجم.